# Brodriguesia santosii
Genre
Espèce
Classification phylogénétique
Brodriguesia santosii est une espèce de plantes à fleurs dicotylédones de la famille des Fabaceae, sous-famille des Caesalpinioideae, originaire du Brésil. C'est l'unique espèce acceptée du genre Brodriguesia (genre monotypique).

## Étymologie
Le nom générique, « Brodriguesia », est un hommage à João Barbosa Rodrigues (1842-1909), explorateur et botaniste brésilien.
L'épithète spécifique, « santosii », est un hommage à Talmón Soares dos Santos (1935-2012), biologiste et botaniste brésilien.